# Reed Noss
Reed Noss
Reed F. Noss (né le 23 juin 1952), est un écologue, biologiste de la conservation, écrivain, photographe et conférencier, Chief Science Advisor pour la  Southeastern Grasslands Initiative and the Endangered Ecosystems Alliance, ancien Provost’s Distinguished Research Professor of Biology at the University of Central Florida. Il est titulaire d'un diplôme en éducation de l'Université de Dayton, d'une diplôme en écologie de l'Université du Tennessee et d'un doctorat en écologie de la faune de l'Université de Floride.

## Vocation
Enfant, Noss grandit dans une zone se développant relativement vite  près de Dayton, Ohio. C'est là qu'il trouva sa vocation:  «Quand j’étais enfant j’ai eu la chance d’avoir certaines zones sauvages près de moi. Pas très sauvages mais où je passais le plus clair de mon temps, attrapant des serpents, grimpant aux arbres, jouant dans le ruisseau... En grandissant, j’ai vu ces zones détruites petit à petit... C’était un problème personnel pour moi, plus  aucun endroit pour jouer... Et aussi cela me choquait et me chagrinait  toujours de voir des choses vivantes tuées. Comme beaucoup de gens, je suppose, c’est d’abords de voir la souffrance individuelle qui me troublait beaucoup. Voir des gens torturer des serpents ou des chats ou toutes autres choses vivantes. Et le simple fait de voir des arbres abattus me rendait triste étant enfant...C’était une réponse émotionnelle venue des tripes. Je pense que beaucoup de gens ont un sentiment d’un soi élargi. Et quand ils défendent la  nature, ils défendent un soi élargi. » 

## Spiritualité
Dans une interview donnée en 1992, il déclare: « Je ne ressens pas le besoin d’expériences rituelles avec la nature ou avec tout autre être dans le cosmos pour m’accomplir...La spiritualité que je pourrais avoir est plutôt de type oriental, basée sur une prise de conscience directe, telle qu’une expérience Zen ou Taoïste de la nature... simplement une façon de regarder les choses, une façon de vivre ...Et dans ce sens, je sens une sorte de spiritualité et une connexion non rationnelle avec la nature. Mais je ne l’appelerais pas religieuse, parce que... cela veut généralement dire un ensemble de normes et de croyances que je n'ai pas... mais je ne peux pas dire que ma philosophie sur la nature n’a pas été informée par mon entraînement scientifique- je suis sur qu’il l’a été.. La cause fondamentale de ceci est cette expérience directe et spontanée de connexion, de joie, et d'émerveillement que je sens...»

## Engagement pour l'environnement
Dans les années 1980, Noss fut un membre d'Earth First!, organisation écologiste radicale, dont les actes de désobéissance civile l'avaient enthousiasmé. Il a exprimé cet enthousiasme dans un article écrit d’une perspective Taoïste, il proclamait que la résistance écologiste – sabotages inclus – est une forme d’auto-défense pour les personnes écocentriques – qui considèrent que les écosystèmes entiers ont une valeur morale intrinsèque. Regrettable, mais nécessaire. Il appelait Earth First l'incarnation de la résistance écologiste de l'écologie profonde.
Il quitte Earth!First après quelques années car il  reproche à l"organisation un manque de rigueur scientifique, tout en continuant à collaborer avec son fondateur, Dave Foreman, et à défendre les principes de l'écologie profonde comme la notion de soi écologiste de son fondateur, Arne Naess.
Il sert de conseiller scientifique au Wildland  Project, fondé par Foreman et Soulé entre autres. Avec Soulé, il explicite en 1998 e concept de réesauvagement, inventé au sein d'Earth First!.
Il succède à David Ehrenfeld comme deuxième rédacteur de la revue Conservation Biology, en raison des nombreux articles qu'il a écrit pour développer la biologie de la conservation.

## Polémique sur le rôle des scientifiques
Dans un essai intitulé Biologists, Biophiles and Warriors,, publié dans la revue Wild Earth basé sur sa conviction que la terre va en enfer, Noss écrivit : «Les politiques environnementales sont trop importantes pour être laissées aux décideurs politiques, la plupart d’entre eux s'y connaissent peu et ne se soucient pas de ce que les écologistes font et aiment».
Ces personnes qui connaissent et se soucient du biote ont une obligation morale d’agir en son nom. Et Noss ajoute «défendre la nature et la diversité biologique sont à mes yeux le plus grand appel pour les biologistes. La plupart des biologistes ne se voient pas comme des soldats, mais la guerre a été déclarée contre la nature sauvage, et nous faisons bien de nous associer avec cette merveilleuse toile de vie et n’avons d’autres choix que de défendre nos amis et relations non-humaines, les victimes innocentes de l’avidité humaine, l’ignorance et l’arrogance. Notre défense ne dépend pas des probabilités de gagner ou de perdre, c’est une obligation absolue».
Ces positions tranchées ont valu à Noss quelques retours de bâtons. Dans une réfutation de Noss, Ian Desmukh - écologue à Tetra Tech depuis 1985 - avertit d’éminents scientifiques confondent leur intégrité professionnelle avec des affirmations omniscientes sur la perte de biodiversité. Comme scientifiques nous ne devrions pas nous prononcer comme des éco-ayatollahs.
En 1992, Noss a fait partie des 22 pionniers de défense de la biodiversity interrogés par David Tackac.
Il lui affirme qu'il faut «arrêter de nous disputer sur des détails ésotériques, arrêter de refuser de commenter quand nous n'avons pas toutes les données, et tirer ensemble pour offrir une forte guidance sur la façon de sauver la Terre».
Mais il est conscient du risque de perte de crédibilité, et du mauvais service rendu alors à la profession. Une certaine prudence s'impose, ne pas avoir une position de puriste au détriment de l'efficacité. Toutefois, sans implication politique, les opposants à la biodiversité gagneront.
Takacs, pourtant convaincu de la nécessité d'écouter ce que les pères de la biodiversité ont à dire sur la crise de l'environnement, adopte un regard critique : Malgré mes études sur l'environnement, je deviens un peu nerveux quand quelqu'un appelle la conservation de la biodiversité un « impératif moral», comme Reed Noss l'a fait plusieurs fois durant notre entretien.
Je pense que bien des alter egos de Noss partagent cette vue de leur propre croisade. Pourtant, tant de mal a été commis à travers les âges au nom d'impératifs moraux. Quand un groupe est devenu le point de passage obligé pour les impératifs moraux qu’il a défini, nous sommes forcés au scepticisme ; nous devons examiner attentivement qui gagne à la promulgation de l’impératif moral... Nous devons nous rappeler que Noss et ses pairs ont défini la crise et forgé le terme qui la représente. Ils se sont chargés d'aider la société et de trouver une solution, ils se sont appelés au devoir. Nous devons nous demander ce qui constitue un « détail ésotérique». Considérer ce qui se passe quand des biologistes s'immiscent dans la vie publique sans toutes les données en main. Que va-t-il résulter de cette « forte direction» ?

## Publications
Livres écrits ou publié par Noss:  
- Fire Ecology of Florida and the Southeastern Coastal Plain. (2018)  (ISBN 9780813056715)
- Forgotten Grasslands of the South: Natural History and Conservation (2012)  (ISBN 9781597264884)
- Land of Fire and Water: The Florida Dry Prairie Ecosystem. Proceedings of the Florida Dry Prairie Conference Editor.(2006) HOLLIS Number: 012197682
- Large Mammal Restoration: Ecological and Sociological Challenges for the 21st Century Editor. (2001)  (ISBN 1597262757)
- The Redwood Forest: History, Ecology, and Conservation of the Coast Redwoods Editor. (2000)   (ISBN 9781559637268)
- Ecological Integrity: Integrating Environment, Conservation, and Health Editor. (2000)  (ISBN 1559638079)
- The Science of Conservation Planning: Habitat Conservation under the Endangered Species Act (1997)  (ISBN 1559635673)
- Saving Nature's Legacy: Protecting and Restoring Biodiversity (1994)  (ISBN 1559632488)

## Récompenses
- Herbert W. Kale, II Award. The Wildlife Society, Florida Chapter (2020)
- George B. Fell Award, Natural Areas Association (2019)
- Keiser Distinguished Lecturer, Ohio Northern University (2014)
- Pegasus Professor, University of Central Florida (2014)
- Benton H. Box Award of the George B. Hartzog, Jr. Environmental Awards Program (2012)
- Conservation Leadership Award, Wilburforce Foundation (2010)
- (Thomson Scientific) Top 500 most highly cited authors in all fields, 1993-2003 review decade (recognized in 2006)
- Wildlife Publications Award, Outstanding Edited Book Category, The Wildlife Society (2002)
- Elected Fellow, American Association for the Advancement of Science (2001–présent)
- Elected Scientific Fellow, Wildlife Conservation Society (1999–présent)
- Edward T. LaRoe III Memorial Award, Society for Conservation Biology (1995)
- Environmental Publication Award, National Wildlife Federation (1988)

1. ↑  (en-US) Jack Humphrey, « Reed Noss », sur Rewilding, 8 décembre 2019 (consulté le 18 juin 2023)
2. ↑  (en) David Takacs, The Idea of Biodiversity - Philosophy of Paradise, Baltimore USA, The Johns Hopkins University Press, 1996, 393 p. (ISBN 0-8018-5400-8), p. 242-243
3. ↑  (en) David Takacs, The Idea of Biodiversity - Philosophies of Paradise, Baltmore, USA, The Johns Hopkins University Press, 1996, 393 p. (ISBN 0-8018-5400-8), p. 262-263
4. 1 2 3 4  (en) Bron Taylor, Encyclopedia of Religion and nature, Londres, UK, Continuum, 2008 (2005), 1877 p. (ISBN 978-1-84-706273-4), p. 416
5. ↑  (en) Soulé Michael, « Rewilding and Biodiversity: Complementary Goals for Continental Conservation », Wild Earth,‎ automne 1998, p. 18-28 (lire en ligne [PDF])
6. ↑  Nathalie Pettorelli, Sarah M. Durant et Johan T. du Toit, « Rewilding: a captivating, controversial, twenty-first-century concept to address ecological degradation in a changing world », dans Rewilding, Cambridge University Press, coll. « Ecological Reviews », 2019 (ISBN 978-1-108-47267-8, lire en ligne), p. 1–11
7. ↑  Biologistes, biophyles et guerriers
8. ↑  (en) Reed Noss, « Biologists, Biophiles, and Warriors », Wild Earth,‎ 1991-1992, p. 56-60
9. ↑  (en) David Takacs, The Idea of Biodiversity - Philosophies of Paradise, Baltimore, USA, The Johns Hopkins University Press, 1996, 393 p. (ISBN 0-8018-5400-8), p. 133
10. 1 2  (en) David Takacs, The Idea of Biodiversity - Philosophies of Paradise, Baltimore, The Johns Hopkins University Press, 1996, 393 p. (ISBN 0-8018-5400-8), p. 337
11. ↑  Alors professeur assistant au département des sciences et politiques des systèmes de la terre de la faculté d'écologie de l'Université de l'état de Californie, ultérieurement consultant pour des ONG internationales et des agences officielles américaines et professeur de droit de l'environnement à UC College of the Law, San Francisco.
12. ↑  (en) David Takacs, The Idea of Biodiversity - Philosophies of Paradise, Baltimore, USA, The Johns Hopkins University Press, 1996, 393 p. (ISBN 0-8018-5400-8), p. 125
13. ↑  (en) David Takacs, The Idea of Biodiversity - Philosophies of Paradise, Baltimore, USA, The Johns Hopkins University Press, 196, 393 p. (ISBN 0-8018-5400-8), p. 171